# Conill pigmeu
El conill pigmeu (Brachylagus idahoensis) és un conill nord-americà i és una de les dues úniques espècies americanes de conill que excava el seu propi cau. El conill pigmeu difereix significativament de les llebres o els conills Sylvilagus i generalment se'l classifica en el gènere monotípic Brachylagus. Tot i que se la considera una espècie amenaçada a la conca del riu Columbia dels Estats Units, la Unió Internacional per a la Conservació de la Natura (UICN) considera l'espècie en risc baix. Això és perquè la població de la conca del Columbia és una població distinta genèticament aïllada en procés d'esdevenir una subespècie distinta, però la UICN només valora l'espècie en general.